# Gin Lemon E.P.
Gin Lemon E.P., pubblicato nel 1997, è il quarto EP del dj italiano Gigi D'Agostino.
Nell'ultima traccia, "Music (An Echo Deep Inside)", Gigi D'Agostino utilizza per la prima volta una parte cantata.

## Tracce
1. Gin Lemon (Gigi D'Agostino)
2. Terapia (Gigi D'Agostino)
3. Tuttobene (Gigi D'Agostino)
4. Locomotive (Gigi D'Agostino)
5. Rumore di fondo (Gigi D'Agostino)
6. My Dimension (Gigi D'Agostino)
7. Bam (Gigi D'Agostino)
8. Gin Tonic (Gigi D'Agostino)
9. Psicadelica (Gigi D'Agostino)
10. All in One Night (Gigi D'Agostino)
11. Wondering Soul (Gigi D'Agostino)
12. Living in Freedom (Gigi D'Agostino)
13. Music (An Echo Deep Inside) rmx (Gigi D'Agostino)